# Adesmia arenicola
Adesmia arenicola es una especie de planta floral del género Adesmia, categorizada en la tribu Dalbergieae, de la subfamilia Faboideae.

## Distribución
Especie nativa de Argentina. Crece en el bioma subtropical.

## Taxonomía
Fue descrita por (R.E.Fr.) Burkart y publicada en Darwiniana 3: 305 (1939).
Sinónimos homotípicos
- Patagonium arenicola R.E.Fr.[1]